# Gankō-ji (Mitake)

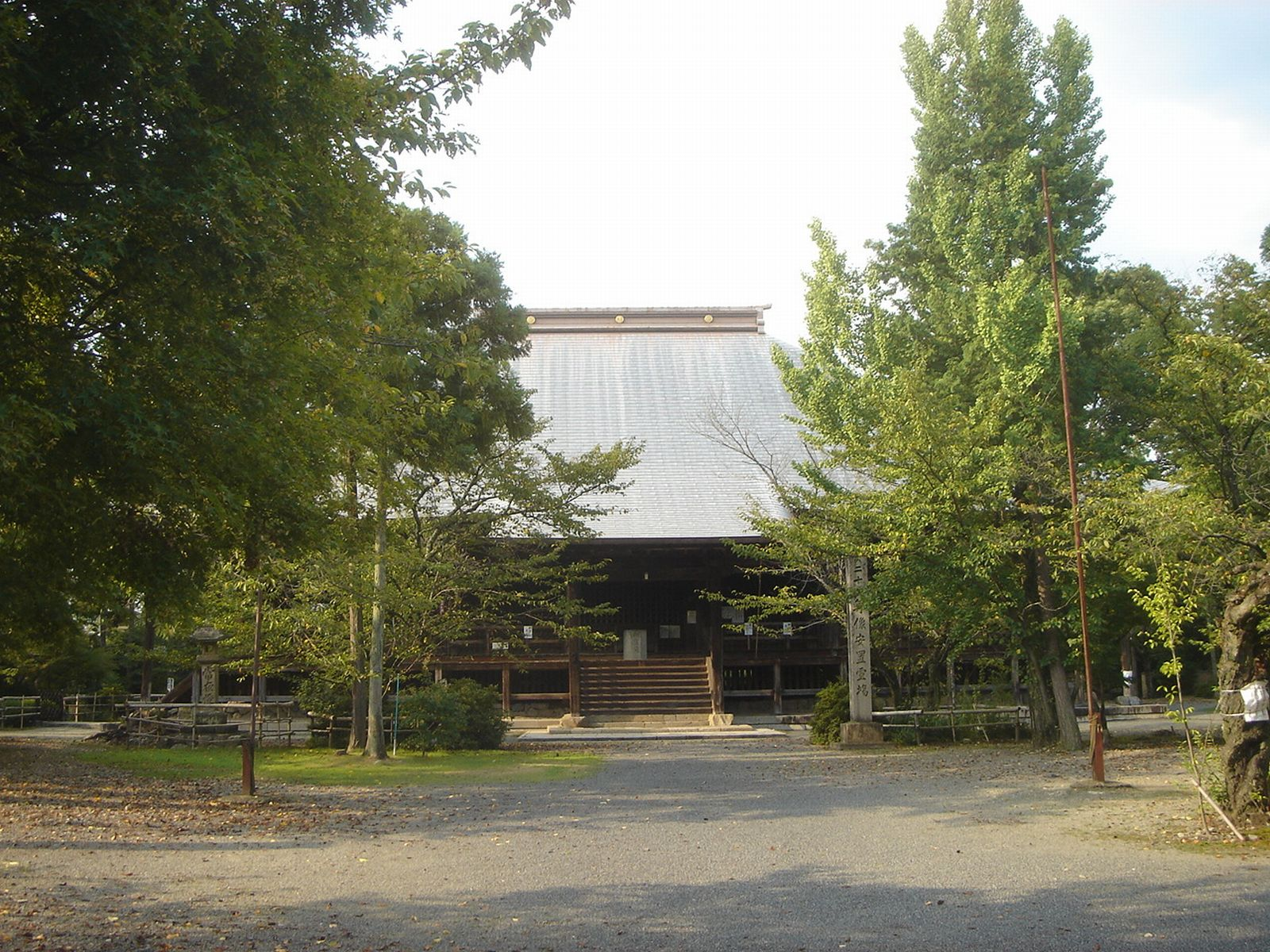
Gankō-ji

Der Gankō-ji (japanisch 願興寺) ist ein Tempel der Tendai-Richtung des Buddhismus in Mitake in der Präfektur Gifu.

## Geschichte
Der Überlieferung nach kam im Jahr 815 Priester Saichō in diese Gegend und errichtete für Kranke eine kostenlose Pflegestätte (布施屋, Fuseya), in der er die Figur eines heilenden Buddhas, den Yakushi Nyorai aufstellte. Da man jedoch auf dem Gelände Dachziegel gefunden hat, die aus der Hakuhō-Zeit (白鳳, zweite Hälfte des 7. Jahrhunderts) stammen, dürfte die Gründung sogar noch älter sein.
Am Ende des 10. Jahrhunderts baute die Nonne Gyōchi (行智) auf Wunsch des Kaisers Ichijō hier ein Klause. Im Jahr 996 soll der Amagasaki-Teich südwestlich der Klause golden geglänzt haben, als ein Yakushi auf einer Krabbe reitend auftauchte. Dieser wird seitdem „Krabben-Yakushi“ genannt. Kaiser Ichijō ließ daraufhin eine vollständige Tempelanlage mit den dazugehörenden sieben Bauten (七堂伽藍, Shichidō-garan) bauen und gab ihm 998 den Namen Ōtera-san Gankō-ji (大寺山願興寺).
In der Folgezeit gab es durch Soldaten verursachte Brände, im Jahr 1108 und dann auch 1572 ging der Tempel ganz verloren.

## Die Anlage
Die gegenwärtige Haupthalle (本堂, Hondō) stammt aus dem Jahr 1581, sie ist als wichtiges Kulturgut registriert. Sie kann von allen vier Seiten betreten werden, eine Bauweise, die sehr selten ist. Die große, schlichte Halle wird vor allem von den Gläubigen der weiteren Umgebung geschätzt. So endet die Hiromi-Linie, betrieben von der Bahngesellschaft Meitetsu, direkt vor dem Tempel.
Auf dem weitläufigen Gelände gibt es eine Reihe von Gebäuden aus der Edo-Zeit. Das Tor ist als Glockenturm-Tor (鐘楼門, Shōrō-mon) ausgeführt. Es ist wichtiges Kulturgut der Präfektur.

## Schätze des Tempels
Zu den Templschätzen gehören der sitzende Yakushi Nyorai mit seinen ritterlichen Begleitern, ein stehender Amida Nyorai, ein sitzender Amida Nyorai, ein Shaka Nyorai mit Begleitern, die vier Himmelsfürsten und die Zwölf himmlischen Generäle. Sie stammen aus der Heian- bis Kamakura-Zeit und sind alle als wichtiges nationales Kulturgut registriert. Aufgestellt sind sie im Schatzhaus (霊宝殿, Reihō-den) auf dem Gelände. wo sie öffentlich zugänglich sind. Die wichtigste Kultfigur ist nur alle zwölf Jahre am 1. April eines Ratten-Jahres für die Allgemeinheit sichtbar.
Da der Tempel viele weitere Schätze besitzt, wird das Schatzhaus auch „Shōsō-in von Ost-Mino“ genannt.